# Are You Dead Yet?
Are You Dead Yet? – piąty album fińskiej grupy Children of Bodom. Album ukazał się nakładem Spinefram Records jesienią 2005 roku. Jest to pierwszy album z udziałem nowego gitarzysty Roope Ukk Latvala'i.

## Lista utworów
1. "Living Dead Beat" – 5:18
2. "Are You Dead Yet?" – 3:54
3. "If You Want Peace... Prepare for War" – 3:57
4. "Punch Me I Bleed" – 4:51
5. "In Your Face" – 4:16
6. "Next In Line" – 4:19
7. "Bastards of Bodom" – 3:29
8. "Trashed, Lost & Strungout" – 4:01
9. "We're Not Gonna Fall" – 3:17
10. "Somebody Put Something In My Drink" (Ramones cover) - 3:19